# Jan Peeters
Jan Peeters (Belgium, 1934. április 2. – ?, 2016. július 21.) belga nemzetközi labdarúgó-játékvezető.

## Pályafutása

### Nemzetközi játékvezetés
A Belga labdarúgó-szövetség Játékvezető Bizottsága (JB) 1974-ben terjesztette fel nemzetközi játékvezetőnek, a Nemzetközi Labdarúgó-szövetség (FIFA) bíróinak keretébe. Több nemzetek közötti válogatott és klubmérkőzést vezetett. A belga nemzetközi játékvezetők rangsorában, a világbajnokság-Európa-bajnokság sorrendjében többedmagával a 34. helyet foglalja el 1 találkozó szolgálatával.

#### Európa-bajnokság
Az európai-labdarúgó torna döntőjéhez vezető úton Jugoszláviába az V., az 1976-os labdarúgó-Európa-bajnokságra az UEFA JB játékvezetőként foglalkoztatta.
| Időpont        | Helyszín                      | Mérkőzés típusa           | Mérkőzés        | Eredmény | Nézők száma |
| -------------- | ----------------------------- | ------------------------- | --------------- | -------- | ----------- |
| 1975. május 1. | Municipal Stadion, Luxembourg | előselejtező (2. csoport) | Luxemburg–Wales | 1 : 3    | 3 289       |

## Sportvezetőként
Belga Labdarúgó-szövetség [KBVB vagy URBSFA] elnöke (2001–2005) között. A FIFA és az UEFA JB állományában nemzetközi ellenőri, instruktori feladatokat lát el.